# Arroyo White
El arroyo White (conocido también antiguamente como Cobos, Díaz o de los Membrillos) es un arroyo entubado en el norte de la Ciudad Autónoma de Buenos Aires, Argentina. Fluye exclusivamente por la Comuna 13.
Actualmente corre entubado bajo las calles Campos Salles y Rubén Darío, y desemboca en el Río de la Plata  inmediatamente al norte del Club Universitario de Buenos Aires y el campus de la Ciudad Universitaria de la UBA.